# Scotophilus leucogaster
Scotophilus leucogaster là một loài động vật có vú trong họ Dơi muỗi, bộ Dơi. Loài này được Cretzschmar mô tả năm 1830. Loài dơi này có thể được tìm thấy ở Angola, Bénin, Botswana, Burkina Faso, Cameroon, Cộng hòa Trung Phi, Chad, Bờ Biển Ngà, Gambia, Ghana, Guinea, Guinea-Bissau, Kenya, Mali, Mauritania, Namibia, Nigeria, Nigeria, Senegal, Sierra Leone, Sudan, Togo, Uganda và Zambia. Loài dơi này được tìm thấy trong khô và ẩm savanna và rừng cây mở. Đây là một loài phổ biến với phạm vi phân bố rất rộng và Liên minh Bảo tồn Thiên nhiên Quốc tế đã đánh giá tình trạng bảo tồn của loài này là "loài ít quan tâm"

## Hành vi
Việc tìm kiếm thức ăn bắt đầu ngay sau khi hoàng hôn, những con dơi săn mồi cho côn trùng trong khoảng trống, giữa và xung quanh cây và trên đồng cỏ, ở độ cao lên đến khoảng 20 m (66 ft). Thông thường, một giờ kiếm ăn là đủ để chúng đủ no, sau thời gian đó chúng tạm dừng để tiêu hóa thức ăn trước khi tiếp tục săn mồi. Chúng ít hoạt động hơn vào những đêm trăng sáng, tránh những không gian mở, điều này có thể giúp tránh bị săn mồi bởi những con cú và có lẽ là diều hâu. Chúng sử dụng khả năng định vị bằng tiếng vọng để tìm con mồi và chế độ ăn chủ yếu là bọ cánh cứng, bướm đêm và bọ xít, cũng như bao gồm nhiều loại côn trùng khác. Chúng cũng là động vật ăn thịt và đã ăn tắc kè và dơi chết trong điều kiện nuôi nhốt